# The Forbidden Room (film 1914)
The Forbidden Room è un cortometraggio muto del 1914 diretto da Allan Dwan.

## Produzione
Il film fu prodotto dalla 101-Bison (Bison Motion Pictures)

## Distribuzione
Distribuito dall'Universal Film Manufacturing Company, il film - un cortometraggio in tre bobine - uscì nelle sale cinematografiche USA il 20 giugno 1914.
Non si conoscono copie ancora esistenti della pellicola che viene considerata presumibilmente perduta.